# Guanacaste naturreservat
Guanacaste naturreservat (på spansk: Area de Conservacion Guanacaste) er et administrativt område der forvaltes af SINAC til naturbevarelse i den nordvestlige del af Costa Rica i provinserne  Guanacaste og  Alajuela. Området består af tre nationalparker, men også flere parker og naturreservater:
- Volcan Rincon de la Vieja nationalpark
- Santa Rosa nationalpark
- Guanacaste nationalpark
- Bahia Junquillal vildtreservat
- Horizontes Skovbrugsforskningstation
- Corredor Fronterizo vildtreservat
- Iguanita vildtreservat
- Riberino Zapandis vådområder

I 1999 blev de tre nationalparker sammen med Bahia Junquillal vildtreservat optaget på UNESCOs Verdensarvsliste. De fredede områder udgjorde et areal på 88.000 ha landjord samt 43.000 ha marine levesteder. I 2004 blev området udvidet med et område syd for Santa Elena halvøen og det totale areal er nu omkring 104.000 ha landjord og 43.000 ha marine levesteder.
10°51′N 85°37′V / 10.85°N 85.62°V